# Brembate di Sopra
Brembate di Sopra (lombardul: Brembàt de Sura) település Olaszországban, Lombardia régióban, Bergamo megyében. Lakosainak száma 7927 fő (2023. január 1.). Brembate di Sopra Almenno San Bartolomeo, Barzana, Valbrembo, Ponte San Pietro és Mapello községekkel határos.

## Népesség
A település népességének változása:
| Lakosok száma | 7938 | 7868 | 7927 |
|               | 2017 | 2018 | 2023 |